# Unterberg (Gutensteiner Alpen)
Der Unterberg ist mit einer Höhe von 1342 m ü. A. ein markanter Gipfel in den Gutensteiner Alpen im südlichen Niederösterreich. Der auch als Skigebiet der Wiener und für Skitouren beliebte Berg liegt 50 km südwestlich Wiens in einem Gebirgszug zwischen Triesting- und Piestingtal.

## Lage und Landschaft
Der Unterberg steht etwa 10 km südlich von Hainfeld als westlichster und höchster Gipfel einer losen Bergkette, die vom Hocheck (1037 m) und dem Kieneck (1106 m) kommt. Dieser Kamm läuft zur Jochart (1266 m) weiter und dann in Folge zum Göller-Gippel-Zug und bildet hier den Alpenhauptkamm. Vom Unterberg bis zur Jochart grenzt man die Gebirgsgruppe Unterberg–Jochart ab. Der Unterberg ist der nordöstlichste Berg der Alpen, der noch hochmontanen Charakter hat, und bildet das Zentrum der Gutensteiner Alpen, obgleich er nicht deren höchster Berg ist, das ist die etwas höhere Reisalpe nordwestlich.
Der Kamm nach Südwesten setzt sich, allerdings weniger hoch, zur Brunntaler Höhe (1090 m) und zu den Leitermauern (1025 m) fort. Dieser Grat führt zum Schneeberg.
Etwa 8 km südlich des Unterbergs liegt der Rohrer Sattel (864 m), eine wichtige Straßenverbindung vom Wiener Becken und Piestingtal in die Rax-Region und ins Traisental.
Der Berg ist aus Kalkgesteinen aufgebaut und weist auf der Nordwestseite einen von Felswänden durchzogenen, bewaldeten Steilhang auf, während er nach Südosten hin wesentlich sanfter abfällt.
An der Südostflanke des Unterbergs entspringt der Myralucke der Myrabach. Er bildet knapp oberhalb von Muggendorf die malerischen Myrafälle und geht dann über Muggendorf und Pernitz der Piesting zu. Südwestlich entwässert der Rohrer Rainbach weiter zur Schwarza. Die Nordseite geht dem Kleinzeller Gampmannsgraben an der oberen Gölsen zu. Damit gehört der Gipfel zum Alpenhauptkamm in seinem nordwestlichen Ausläufer.
Große Höhlen sind die Goldgrube, und der Kammschacht.

## Kultur und Erschließung
Etwa 150 Höhenmeter südlich unterhalb des Gipfels befindet sich das Unterberg-Schutzhaus des Österreichischen Touristenklubs. Die benachbarte, 1832 errichtete Kapelle Maria Einsiedl beherbergt eine Kopie der Mariazeller Muttergottes-Statue. Die frühesten Besucher des Unterbergs waren Wallfahrer auf dem Weg nach Mariazell, die allerdings fast nie den Gipfel bestiegen.
Heute ist der Unterberg ein lokales Wintersport-Zentrum mit drei Schleppliften und mehreren Schipisten. Die Schilifte führen auf der Südostflanke zum Gipfel; sie sind von Pernitz im Piestingtal über Muggendorf zu erreichen. Auch als Ziel von Schitouren ist der Unterberg sehr beliebt.

## Geschichte der Waldnutzung

### Über das Leben der Waldbauern und Waldbäuerinnen am Unterberg und die Bäume als ihre stummen Zeugen
„Die Muggendorf Bauern sind ein guter Schlag von Menschen. Sie nähren sich vorzüglich von Holzarbeiten, Kohlenbrennen und Schmiedearbeiten“, berichtet Joseph August Schultes von seinen Wanderungen Anfang des 19. Jahrhunderts.

#### Frühe Holznutzungen
Der Holzbedarf von Wien und seinem Umland war groß, der Unterberg war nicht weit entfernt, aber schwer zugänglich und nicht zuletzt aufgrund seiner Grenzlage lange Zeit mit Urwäldern bestockt. Vor allem der Mangel an geeigneten Transportmöglichkeiten gestaltete die Holznutzung schwierig. Das Holz konnte nicht geschwemmt werden und sollte sogar, nachdem das Amt Muggendorf zur Herrschaft Hernstein/Merkenstein gehörte, über einen Pass nach Pottenstein gebracht werden, um dort „abgelegt zu werden“, sprich verkauft zu werden. Wurde das Holz trotzdem durch das Myra- und Piestingtal gebracht, konnte es nur mit Pferdefuhrwerken transportiert werden.
Auf dem Berg gab es bis ins späte 19. Jahrhundert keine befahrbaren Wege, nur Pilgerpfade. Aus dem Wald selbst wurde das Holz allein mittels Muskelkraft der Holzhacker, Pferde oder mittels Holzriesen gebracht. Durch das Fehlen geeigneter Transportmittel wurde die Region aus heutiger Sicht wohl vor frühen Großkahlschlägen bewahrt.

#### Das Leben der Bauern und Bäuerinnen in früheren Zeiten
Alle Bauern außerhalb des Ortskerns von Muggendorf sind als Waldbauern und Waldbäuerinnen zu bezeichnen. Im Lahmweg, am Fuße des Unterberges, siedelten fast ausschließlich Holzknechte und Köhler, ihre Hütten waren nicht mit Grund dotiert, sie arbeiteten direkt für die Herrschaft Merkenstein, durften auch herrschaftliches Holz für den Eigenbedarf schlagen.
Ihre wirtschaftliche Grundlage bildete vor allem der Wald. Das Acker- und Wiesenland bot gerade genug für den Eigenbedarf an Nahrung für Mensch und Vieh. Für Wiesen waren die Hänge zu steil, Unterberg und Trafelberg boten aber auch Verebnungsflächen (Zueckwiese, Friedlanger, Bindergraben, Trafelwiesen) die als Wiesen genutzt wurden.

#### Holznutzungen am Unterberg
Aufgrund der schlechten Transportmöglichkeiten hatten die Bauern nur eine Möglichkeit, Holz auf die Märkte nach Wiener Neustadt und Pottenstein zu bringen. Sie mussten das Holz weiterverarbeiten, bevor sie es verkauften. Das taten sie auch, sie erzeugten Weinstecken, Schindeln, Kien und Laden für die Märkte, und Holzkohle für das eisenverarbeitende Gewerbe.
Nach 1848, nach Auflösung der Grundherrschaften, wurden die Waldgebiete auf die Bauern in Muggendorf aufgeteilt. Aufgrund der entlegenen Lage gab es für die Bauern nach wie vor nicht viele Möglichkeiten, den Wald am Unterberg zu nutzen. Wo Kiefern standen, wurden die Bäume gepecht, aus den Fichten und Buchen wurde Holzkohle erzeugt. Mit dem Verkohlen des Holzes wurde dieses deutlich leichter und somit auch leichter zu transportieren.
Von Großkahlschlägen wird auf der Muggendorfer Seite des Unterberges nicht berichtet, berichtet wurde jedoch von der Waldweide, einer Weideform, die nicht auf einer dafür vorgesehenen eingezäunten Almfläche stattfand, sondern die Tiere wurden direkt in den Wald getrieben.

#### Stumme Zeugen
Man findet heute für die starke Beweidung auch „stumme Zeugen“ (Terminus technicus) in der Natur: Einerseits wurden nach der Aufparzellierung 1848 an den Grundstücksgrenzen Grenzbäume (Fichte, Tanne, Buche, Ulme und Bergahorn) gesetzt. Sie sind heute die ältesten Bäume am Unterberg. Sie haben eine Wuchsform, die darauf hinweist, dass diese Grenzbäume als Solitärbäume erwachsen sind. Also Bäume, die rundum über viele Jahrzehnte ausreichend Platz hatten, eine lange Krone mit starken Ästen auszubilden.
Andererseits gibt es besonders markante Buchen, die dicht in kleinen Gruppen stehen. Dabei handelt es sich um Bäume, die in ihrer Jugend aufgrund der bis in die 1930er-Jahre erfolgte Beweidung des Waldes stark verbissen wurden. Erst später hatten die Buchen die Möglichkeit durchzuwachsen und groß zu werden.

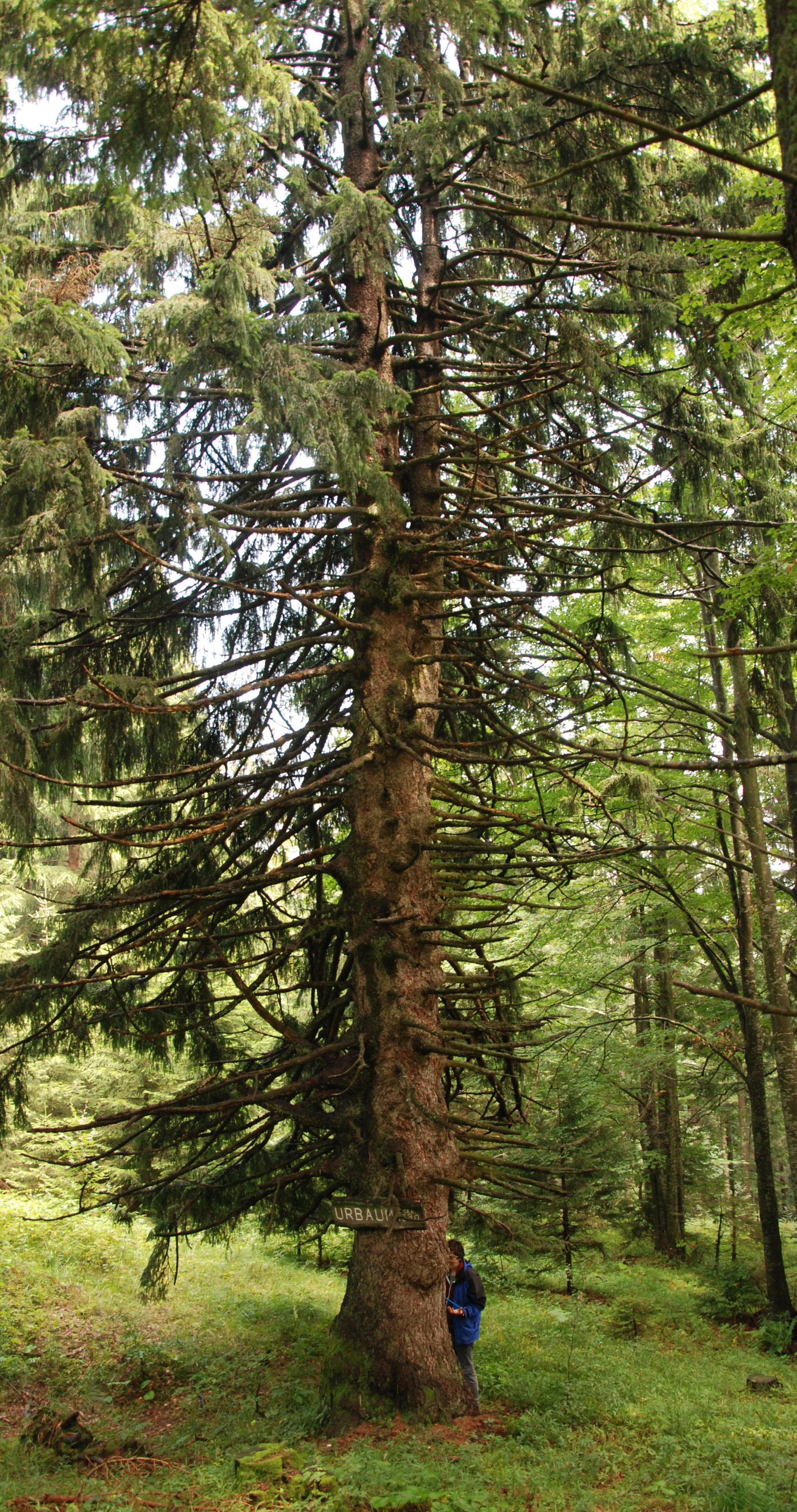
Stummer Zeuge: Urbaum
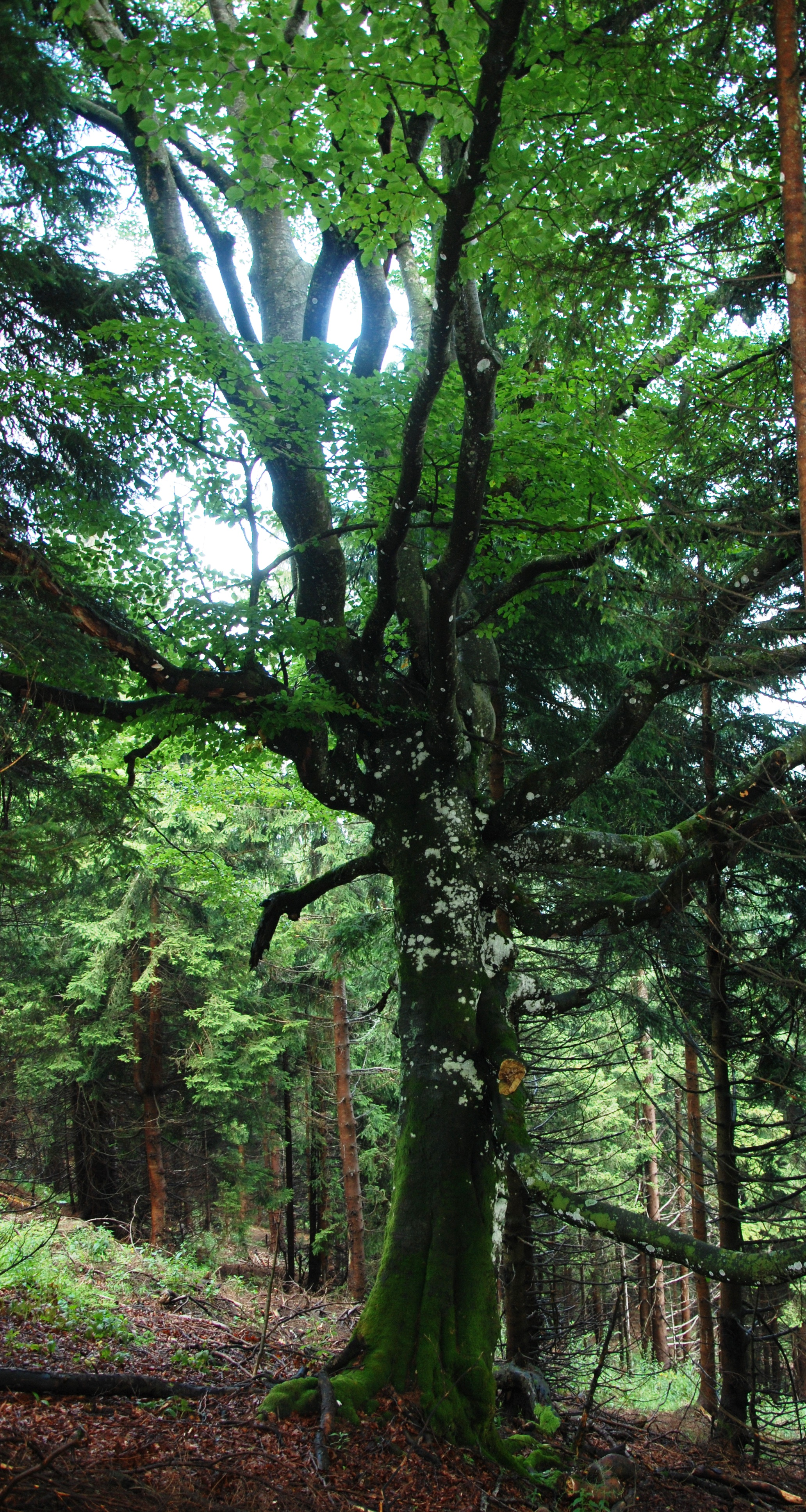
Stummer Zeuge: Muldenbuche
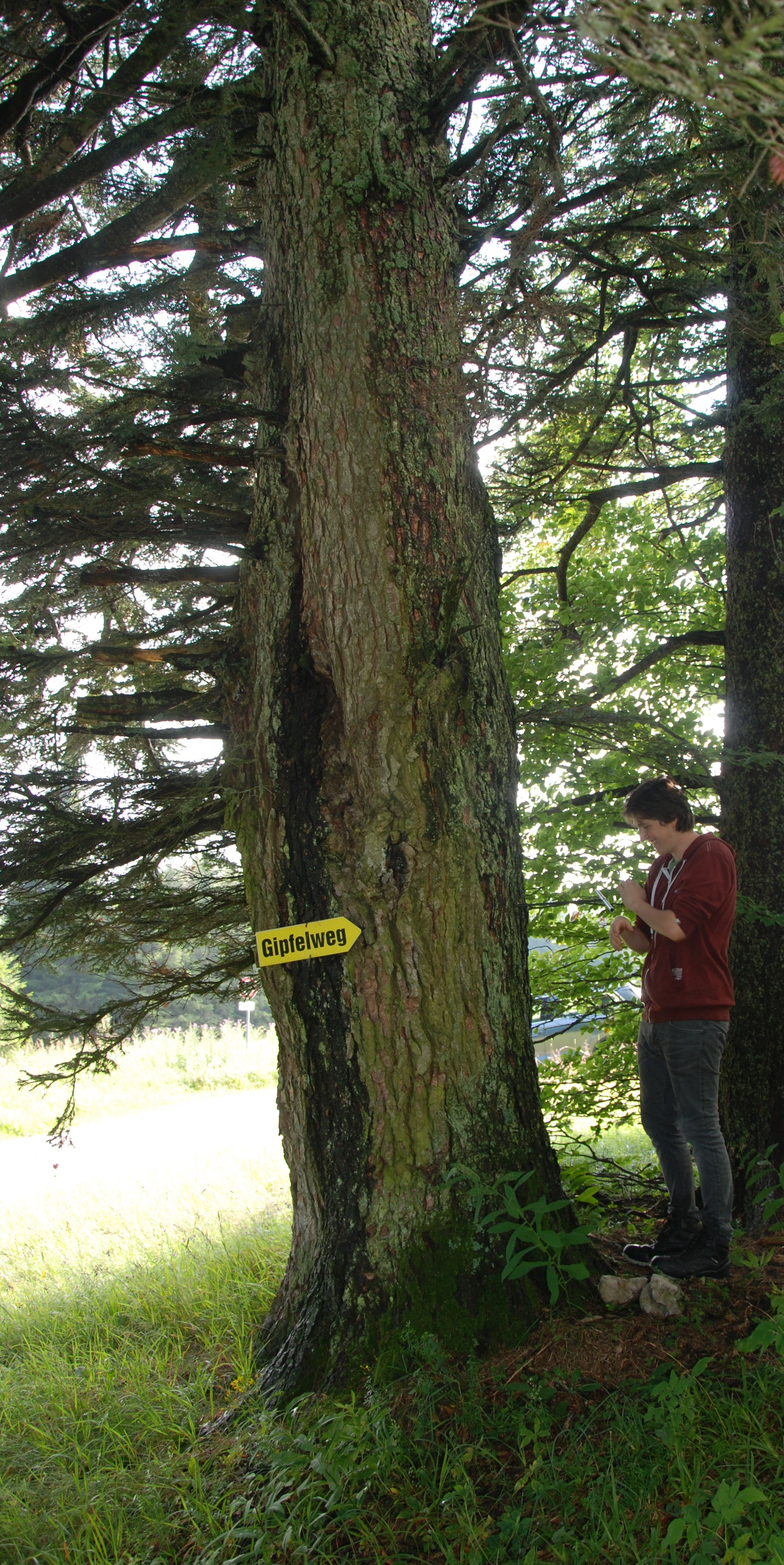
Stummer Zeuge: Reserltanne
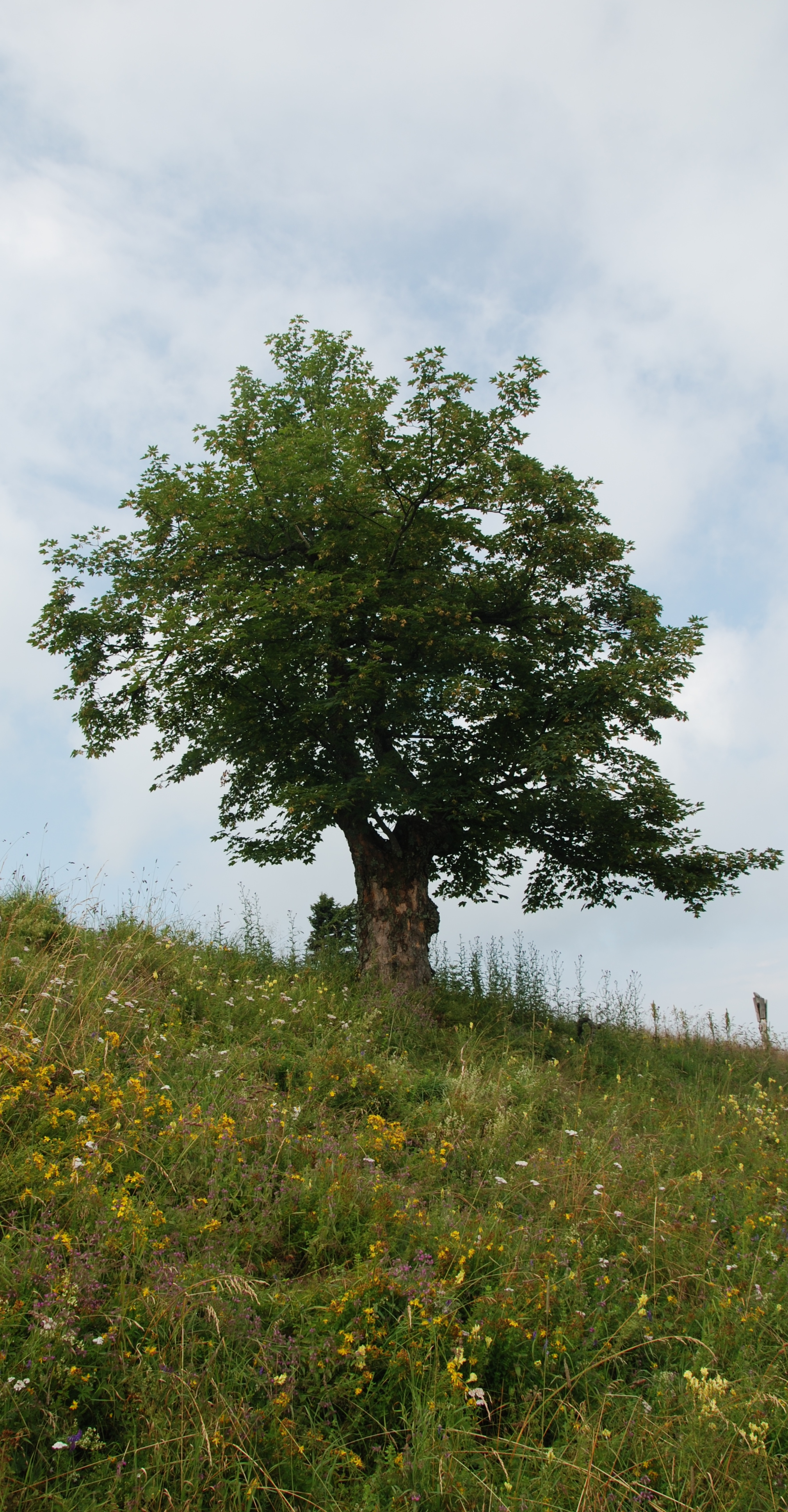
Stummer Zeuge: Gipfelahorn

#### Der Wald heute
Im 20. Jahrhundert verschwanden die Wald-Weidewirtschaft und Holzkohleerzeugung am Unterberg. Der Wald erholte sich. Schließlich setzte sich der Nachhaltigkeitsgedanke durch und der Wald wurde bewirtschaftet – verjüngt, gepflegt, durchforstet, geerntet. Das Waldbild hat sich seitdem massiv verändert. Der Tourismus hielt Einzug sowohl sommers als auch im Winter. Das Interesse am Wald ist nach wie vor hoch, als Wirtschaftswald, Erholungswald und Schutzwald.

## Bildergalerie

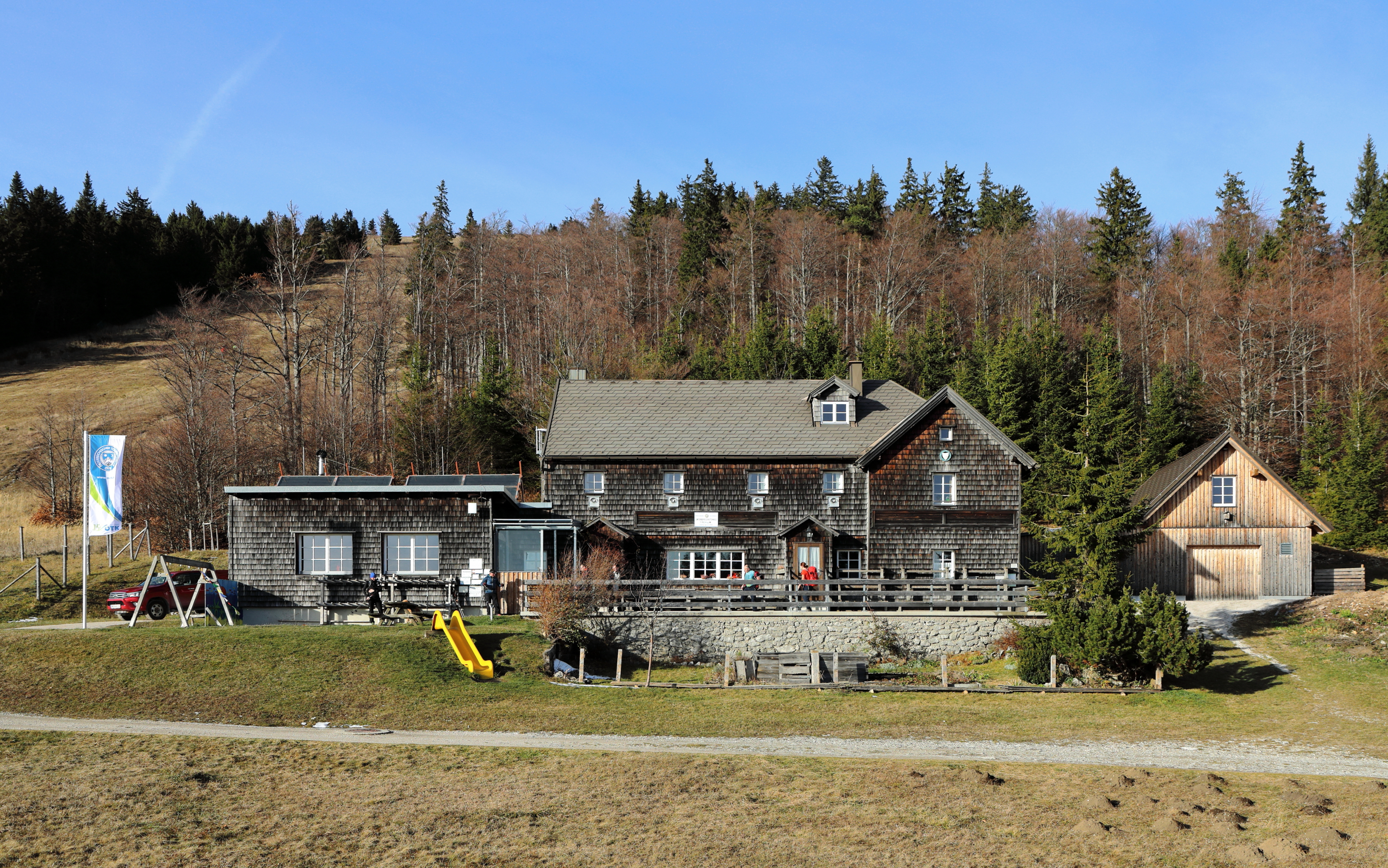
Unterberg-Schutzhaus des ÖTK; rd. 150 m unterhalb des Gipfels
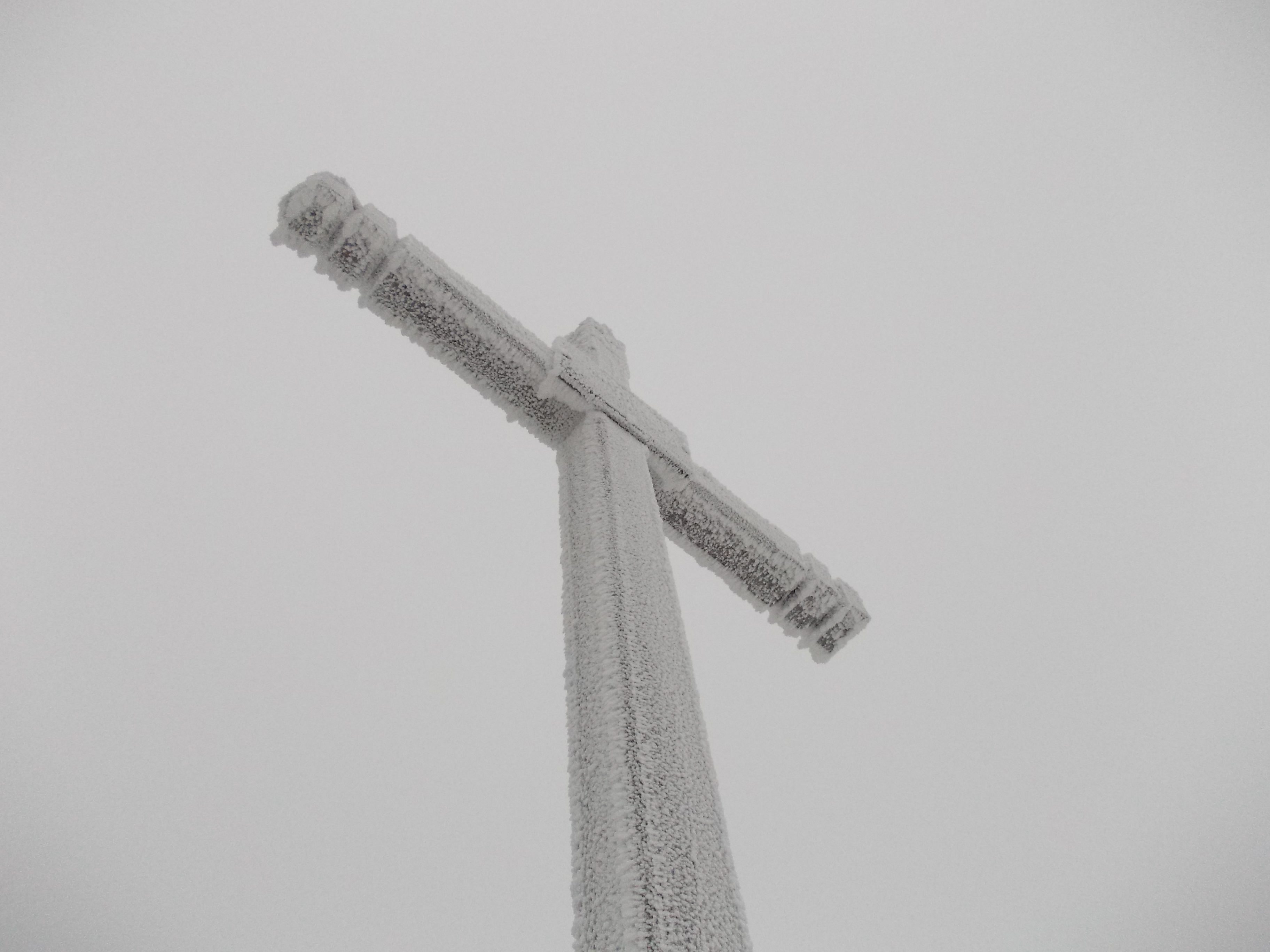
Gipfelkreuz am Unterberg im Winter
Ansichtskarte von 1911: Schifahrer vor dem Schutzhaus am Unterberg. Verlag Ledermann
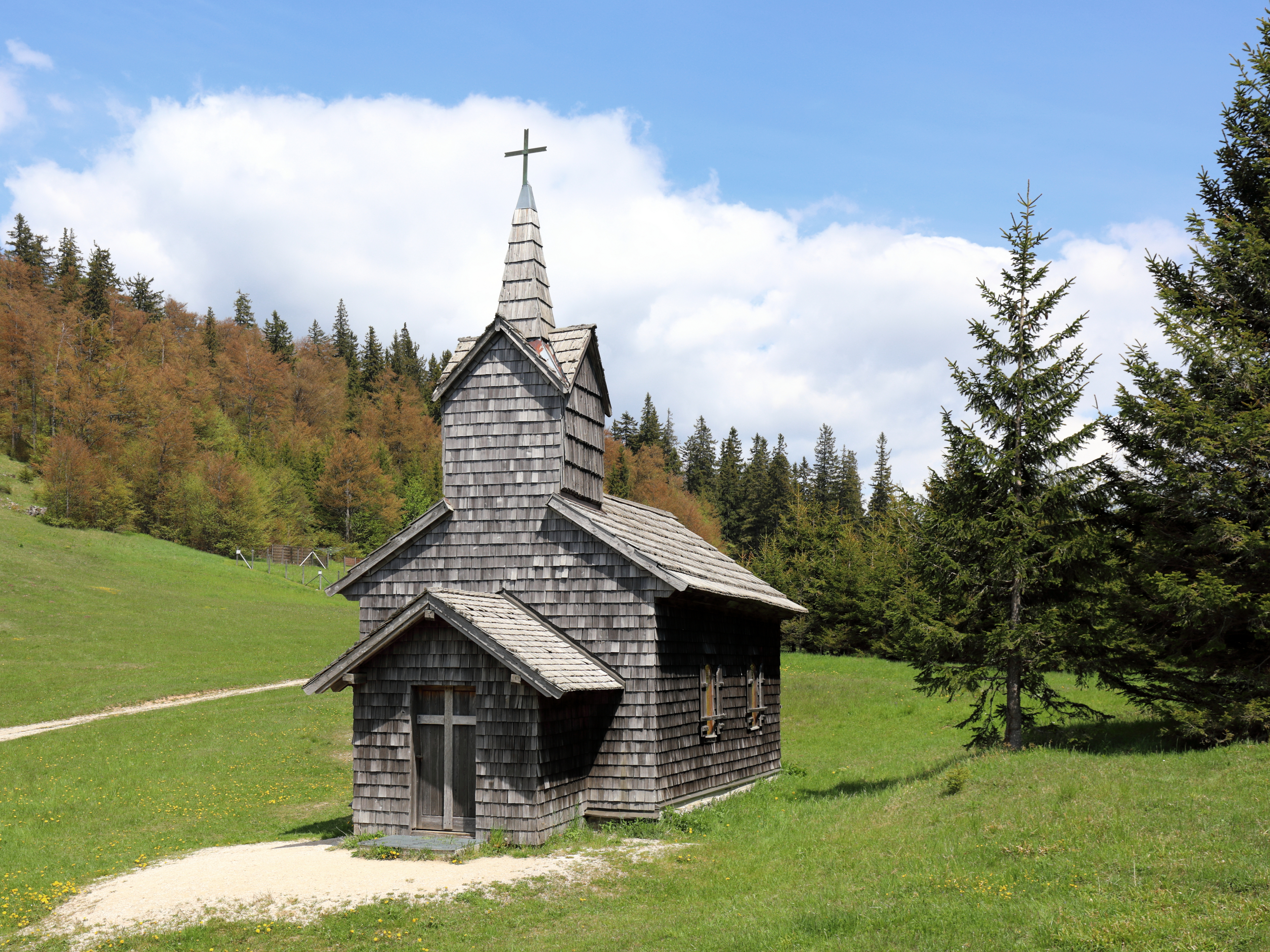
Kapelle „Maria Einsiedl“ von 1832